# VV Barneveld
V.V. Barneveld (Voetbal Vereniging Barneveld) is een op 17 maart 1936 opgerichte amateurvoetbalvereniging uit Barneveld, Gelderland, Nederland. De thuiswedstrijden worden op “sportpark 't Nieuwe Oost” gespeeld. In de volksmond wordt Barneveld meestal VVB genoemd.
Het standaardelftal speelt in het seizoen 2025/26 in de Vijfde klasse zaterdag van het district Oost.

## Geschiedenis
V.V. Barneveld is in 1936 ontstaan na de fusie van de voetbalverenigingen 'Schaffelaars' en 'V.V.O.P. (1924-1936)'. De club speelde in het verleden voornamelijk op zondag. De wedstrijden werden op verschillende velden gespeeld. Eén van de eerste velden was bij Café 'Huppelschoten'. Later werden de wedstrijden voornamelijk gespeeld op de velden bij 't Oost' en 'de Hessenweg'. In 1982 werd het huidige complex ('t Nieuwe Oost') betrokken. Naast de zondagafdeling werd in 1968 ook een zaterdagafdeling opgericht. Vanaf dat moment kreeg V.V. Barneveld twee selectie-elftallen: 'Zaterdag 1' en 'Zondag 1'. De zaterdagselectie heeft op hun hoogtepunt in de Derde klasse KNVB gespeeld en de zondagselectie heeft op hun hoogtepunt in de Vierde klasse KNVB gespeeld. Sinds het seizoen 2009/2010 komt V.V. Barneveld uit met één selectie-elftal dat sinds het seizoen 2012/2013 op de zaterdag speelt.
Vanaf seizoen 2021/2022 worden er alleen nog op zaterdag wedstrijden gespeeld. De vereniging heeft momenteel zo'n twintig jeugdteams, een G-team en G-jeugdteam, een vrouwenvoetbalteam en zes seniorenteams. Sinds het seizoen 2013/2014 beschikt V.V. Barneveld over een kunstgrasveld.

## Erelijst
Utrechtse Provinciale Voetbal Bond (Afdeling Utrecht)
Zondagafdeling
kampioen Eerste klasse: 1943, 1944, 1961
kampioen Tweede klasse: 1941, 1954, 1955, 1980, 1989
promotie naar Eerste klasse: 1987
Zaterdagafdeling
kampioen Tweede klasse: 1993
kampioen Derde klasse: 1971
promotie naar Hoofdklasse: 1995
promotie naar Eerste klasse: 1989
KNVB
Zondagafdeling
promotie naar Vijfde klasse: 2010
Zaterdagafdeling
kampioen Vierde klasse: 1999, 2003
kampioen Vijfde klasse: 1998
promotie naar Derde klasse: 2017

## Competitieresultaten 1969–heden (zaterdag)
| 9 3A |

| 7 3A |

| 1 3A |

| 7 2A |

| 4 2A |

| 3 2A |

| 12 2A |

| 10 2A |

| 4 2A |

| 5 1A |

| 2 1A |

| 4 1A |

| 2 1A |

| 8 1A |

| 6 1A |

| 2 1A |

| 5 1A |

| 8 1A |

| 7 1A |

| 12 1A |

| 3 2A |

| 6 1A |

| 11 1A |

| 6 2A |

| 1 2A |

| 4 1A |

| 2 1A |

| 10 H |

| 3 5A |

| 1 5A |

| 1 4D |

| 12 3D |

| 6 4D |

| 2 4B |

| 1 4A |

| 10 3A |

| 6 3A |

| 9 3A |

| 11 3A |

| 11 4B |

| 14 4B |

|  |

|  |

|  |

| 13 4B |

| 10 4B |

| 12 4G |

| 6 4B |

| 4 4B |

| 12 3B |

| 14 3B |

| -- 4C |

| -- 4C |

| 13 4C |

| 6 4C |

| 8 4A |

| 11 4B |

| - 5B |

| Derde klasse | Vierde klasse | Vijfde klasse | Hoofdklasse UPVB | Eerste klasse UPVB | Tweede klasse UPVB | Derde klasse UPVB |

## Competitieresultaten 1937–2012 (zondag)
| 2 2A |

| 5 2B |

| 2 2B |

| 5 C |

| 1 2C |

| 3 1A |

| 1 1A |

| 1 1A |

|  |

| 4 4M |

| 4 4K |

| 4 4K |

| 6 4L |

| 4 4L |

| 10 4J |

| 13 4H |

| 10 1B |

| 1 2A |

| 1 2A |

| 4 1A |

| 2 1A |

| 8 1A |

| 2 1A |

| 4 1A |

| 1 1A |

| 3 4G |

| 10 4G |

| 10 4G |

| 11 4G |

| 8 1A |

| 11 1A |

| 4 2B |

| 4 2B |

| 6 2B |

| 4 2B |

| 3 2B |

| 10 2B |

| 4 2B |

| 6 2B |

| 8 2B |

| 8 2B |

| 9 2B |

| 9 2B |

| 1 2A |

| 4 1A |

| 8 1B |

| 6 1A |

| 2 1A |

| 6 1A |

| 11 1A |

| 2 2A |

| 11 1A |

| 1 2A |

| 9 1A |

| 6 1A |

| 5 1A |

| 11 1A |

| 5 2A |

| 2 2A |

| 4 2A |

| 8 6A |

| 9 6A |

| 8 6A |

| 5 6A |

| 9 6A |

| 2 6D |

| 4 6D |

| 4 6D |

| 4 6C |

| 3 6C |

| 3 6C |

| 4 6F |

| 5 6F |

| 3 6F |

| 9 5F |

| 10 5F |

| Vierde klasse | Vijfde klasse | Zesde klasse | Eerste klasse UPVB | Tweede klasse UPVB | Noodcompetitie |

In seizoen 1942/1943 werd het kampioenschap behaald in de eerste klasse UPVB, maar werd er niet gepromoveerd. In het daaropvolgende seizoen 1943/1944, werd wederom het kampioenschap van de eerste klasse UPVB behaald, waarna wel gepromoveerd werd naar de vierde klasse (K)NVB. 
Ditzelfde gold voor het seizoen 1953/1954, waarin het kampioenschap van de tweede klasse UPVB werd behaald maar er niet werd gepromoveerd. In het daaropvolgende seizoen 1954/1955 werd wederom het kampioenschap van de tweede klasse UPVB behaald, waarna wel gepromoveerd werd naar de eerste klasse UPVB.
In seizoen 1995/1996 werd er zowel door Zaterdag 1 als Zondag 1 voor het laatst in de Onderafdeling Utrecht (UPVB) gespeeld.
Vanaf seizoen 1996/1997 zijn deze onderafdelingen afgeschaft.
In elke staaf van de grafiek staat van boven naar beneden vermeld: 
- Eindnotering

Dit is de positie die de club heeft bereikt in de competitie, zonder eventuele beslissings-, play-off- of nacompetitiewedstrijden die nodig zijn geweest om bijvoorbeeld de kampioen van de competitie te bepalen.
Indien een * achter het getal staat is de notering een tussenstand en kan het zijn dat de notering niet overeenkomt met de uiteindelijke eindstand van de competitie.
Staat er een - dan is het seizoen nog bezig en is er geen definitieve uitslag bekend.
Staat er xx op de positie van de notering, dan heeft de club vroegtijdig de competitie verlaten. Dit kan onder andere komen door terugtrekking van het team, faillissement van de club of door een uitgedeelde straf van de KNVB. In veel gevallen staat elders in het artikel de reden vermeld.
Staat er een ? dan is het resultaat uit het verleden onbekend, en is alleen de competitie of het niveau bekend van dat seizoen.
In de seizoenen 2019/20 en 2020/21 werd wegens de coronacrisis het amateurvoetbal afgebroken. Daardoor kennen deze staven geen eindklassering (middels -- weergegeven).
- Competitieniveau en afdelingsletter of Officiële eindstand Eredivisie
  - Competitieniveau en afdelingsletter

Hierbij geeft het getal het niveau weer, dat ook terug te vinden is in de legenda. De letter is de afdelingsaanduiding en wordt gebruikt wanneer er meer afdelingen zijn op hetzelfde niveau. De afdelingsletter is altijd een hoofdletter en wordt meestal zonder nummer gebruikt.
Voorbeeld: 2F is niveau 2e klasse competitie F.
Het competitieniveau en nummer wordt niet vermeld wanneer er slechts één competitie van dit niveau was.
  - Officiële eindstand Eredivisie (getal staat tussen haakjes vermeld)

Sinds de introductie van play-offwedstrijden voor Europees voetbal na afloop van de reguliere competitie in 2005/06, is de KNVB verplicht een eindstand van de Eredivisie door te geven aan de UEFA aan de hand van deze play-offwedstrijden.
Bij deze eindstand staan clubs die zich hebben gekwalificeerd voor Europees voetbal hoger dan clubs die zich niet wisten te kwalificeren. Indien er geen verschil was tussen de eindnotering en de officiële eindstand, staat dit getal niet vermeld.

- Onderafdeling

Hier staat afgekort de naam van de onderafdeling indien de club in dat jaar in een onderafdeling uitkwam. Tevens staat deze afkorting in de legenda en wordt gelinkt naar het artikel over deze onderafdeling. Deze afkorting wordt alleen vermeld wanneer de club in het verleden in verschillende onderafdelingen heeft gespeeld. Deze vermelding is in de staaf altijd in kleine letters. Deze onderafdelingen zijn na het seizoen 1995/96 afgeschaft. Heeft de club in slechts één onderafdeling gespeeld, dan is dit alleen terug te vinden in de legenda.
Onder de staaf staat het jaartal vermeld waarin het seizoen is afgesloten. 15 verwijst naar het seizoen 2014/15 of eventueel het seizoen 1914/15.
Wanneer een staaf leeg is, zijn deze gegevens niet bekend. Het kan ook zijn dat de club dat seizoen niet heeft meegespeeld op het hogere amateurniveau, vroegtijdig de competitie heeft verlaten of uit de competitie is gezet.

In het seizoen 1944/45 was er wegens de Tweede Wereldoorlog geen regulier competitievoetbal.

## Bekende (oud-)speler(s)
- Soufiane Laghmouchi
- Bert van Geffen
- Gustav Loupatty
- Ömer Tirgil
- Mart Verbeek
- Sven Taberima